# 鳥取市立青谷中学校
鳥取市立青谷中学校（とっとりしりつ あおやちゅうがっこう）は、鳥取県鳥取市青谷町青谷にある公立中学校。

## 沿革
- 1958年（昭和33年）10月 - 青谷中学校・山西第一中学校・山西第二中学校を名目統合し、青谷中学校となる。
- 1960年（昭和35年）4月 - 実質統合を実施。
- 2004年（平成16年）11月1日 - 青谷町が鳥取市に編入されたことに伴い、鳥取市立青谷中学校と改称する。

## 部活動
- バスケットボール部（男子・女子）
- 卓球部
- ソフトテニス部（男子・女子）

- 陸上部
- 吹奏楽部
- 美術部

## 著名な出身者
- 森翔平（プロ野球選手）

## 進学前小学校
- 鳥取市立青谷小学校

## 校区内の主な施設
- 青谷上寺地遺跡
- 青谷駅